# Zlot
Zlot (en serbe cyrillique : Злот) est une localité de Serbie située dans la municipalité de Bor, district de Bor. Au recensement de 2011, elle comptait 3 277 habitants.
Zlot est officiellement classé parmi les villages de Serbie.

## Démographie

### Évolution historique de la population
| 1890  | 1948  | 1953  | 1961  | 1971  | 1981  | 1991  | 2002  | 2011  |
| ----- | ----- | ----- | ----- | ----- | ----- | ----- | ----- | ----- |
| 3 850 | 5 465 | 5 661 | 5 538 | 5 233 | 4 918 | 4 280 | 3 757 | 3 277 |

|  |